# Parthénios II de Constantinople
Parthénios II de Constantinople (en grec : Παρθένιος Β΄) fut patriarche de Constantinople :
- du 8 septembre 1644 au 16 novembre 1646 ;
- du 29 octobre 1648 au 16 mai 1651[1].